# Eltron 100

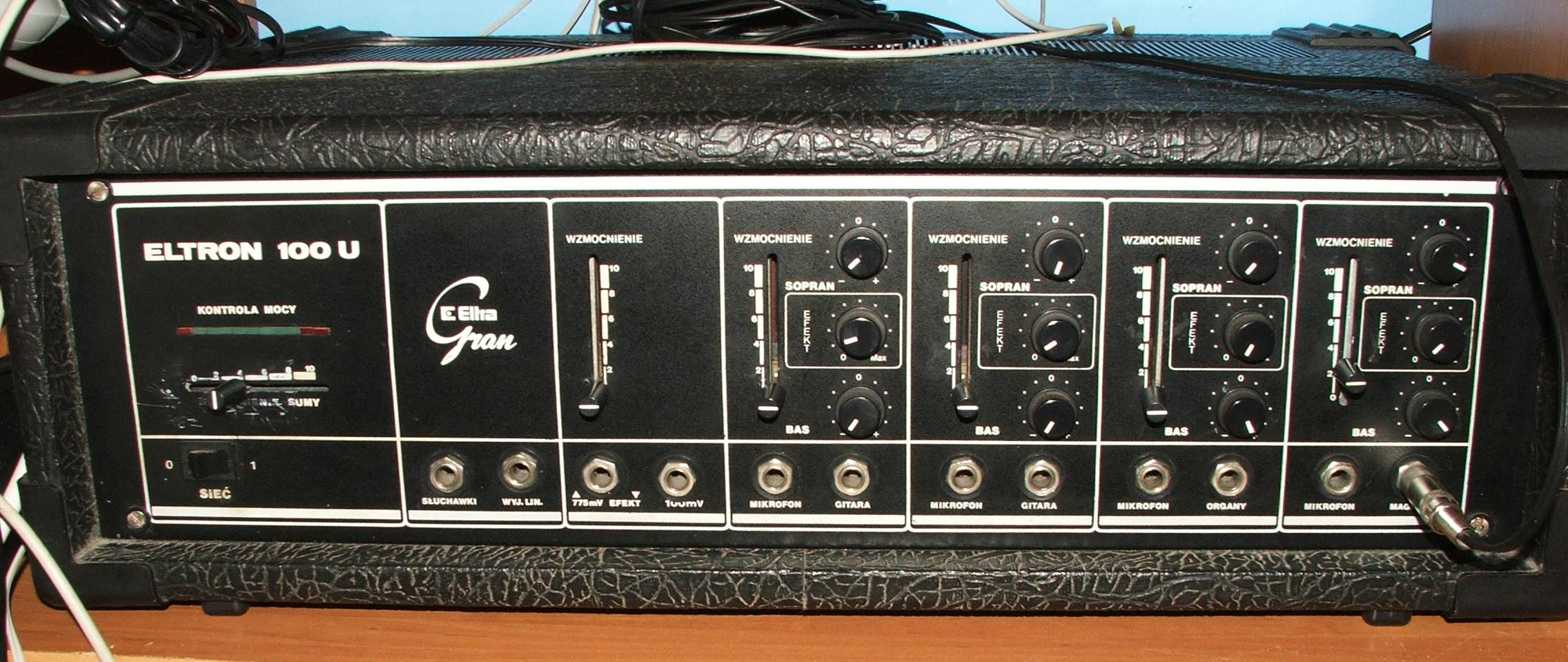
Amplimikser Eltron 100U

Eltron 100 – amplimikser estradowy o mocy znamionowej 100 watów (muzycznej 150W) przy 4 Ω. Były produkowane w bydgoskich zakładach Unitra-Eltra (później, po likwidacji zjednoczenia, Eltra).
Równolegle z modelem Eltron 100 produkowano wersje: 100U (dodatkowe wejście liniowe, możliwość dołączenia urządzeń wytwarzających pogłos), 100P (z pogłosem sprężynowym) oraz WM 100 (sam wzmacniacz mocy, bez przedwzmacniaczy i miksera).
Seria Eltron charakteryzowała się solidną konstrukcją, odporną na warunki atmosferyczne i długotrwałe przeciążenia. Stopień mocy wykonany został przy użyciu tranzystorów KD 503, które w odpowiednich warunkach pracy są odporne na przesterowania, przeciążenia i zwarcia.
Na bazie serii Eltron filia Eltra Gran w Chojnicach produkowała własną serię amplimikserów E100.